# Montoro Superiore
Montoro Superiore ist ein Ort und war eine italienische Gemeinde in der Provinz Avellino in der Region Kampanien. Die Gemeinde war Teil der Comunità Montana Irno – Solofrana. Der Ort gehört seit 2013 zur Gemeinde Montoro und liegt auf einer Höhe von 400 m. s. l. m. Ortsheiliger ist Nikolaus von Tolentino.

Das Wappen der ehemaligen Gemeinde

Montoro Superiore schloss sich am 3. Dezember 2013 mit Montoro Inferiore zur neuen Gemeinde Montoro zusammen. Die Gemeinde hatte am 31. Dezember 2013 8990 Einwohner auf einer Fläche von 20 km². Die Nachbargemeinden waren Calvanico (SA), Contrada, Fisciano (SA), Montoro Inferiore und Solofra. Zur Gemeinde gehörten die Fraktionen Aterrana, Banzano, Caliano, Chiusa, San Pietro, Sant’Eustachio und Torchiati.
Koordinaten: 40° 49′ N, 14° 48′ O
1. ↑  Comune di Montoro : Amministrazione comunale e sindaco - Comune di Montoro e città, Avellino, Campania. Abgerufen am 1. Juli 2025.

1. ↑  Comune di Montoro. Abgerufen am 1. Juli 2025.